# Populárové
Populárové (latinsky populares, „naklonění lidu“; svými nepřáteli nazývaní „demagogové“) byli politici v době pozdní římské republiky, kteří s podporou lidových shromáždění usilovali o prolomení mocenského monopolu římského senátu. Ten ovládala konzervativní frakce optimátů, soupeřící s populáry.
Mezi požadavky populárů náleželo posílení politického postavení prostých plebejů. Toho chtěli dosáhnout redistribucí veřejné půdy (ager publicus), rozdělováním obilí zdarma ve prospěch chudých občanů a omezováním otrokářského hospodářství, jelikož otroci odnímali práci nemajetným Římanům. Jejich záměrem bylo učinit římskou republiku lidovější posilováním pravomocí tribunů lidu a oslabováním role římského senátu. Populárové prosazovali rovněž zakládání římských kolonií v provinciích a rozšíření římského občanství na všechny loajální italské kmeny. Byli proto velmi oblíbení mezi obyčejnými lidmi.
K populárům patřili kromě jiných bratři Tiberius Gracchus a Gaius Gracchus, kteří byli zakladateli tohoto hnutí, dále Gaius Marius, Appuleius Saturninus, Cinna a Julius Caesar. Cíle populárů se však poměrně výrazně lišily. Zatímco Gracchové usilovali o skutečné reformy, jež by zajistily blahobyt nižším a středním vrstvám, Caesarovi mohlo jít jen o jeho vlastní prospěch a podpora chudých spoluobčanů mohla být v jeho případě pouze prostředkem k dosažení samovlády. Největšího vlivu dosáhli populárové za Maria a Cinny po odchodu Sully na Východ v roce 87 př. n. l.